# Мы все мертвы
«Мы все мертвы» (кор. 지금 우리 학교는, 只今 우리 學校는, Jigeum Uri Hakgyoneun, Чигым ури хаккёнын) — южнокорейский сериал, основанный на вебтуне Naver «Сейчас в нашей школе» Чу Донгына, публиковавшемуся с 2009 по 2011 год. Премьера сериала состоялась 28 января 2022 года на Netflix. 6 июня 2022 года сериал был продлён на второй сезон.

## Сюжет
Обычная средняя школа оказывается в центре вспышки зомби-вируса. Попавшие в ловушку студенты должны бороться за выживание. В противном случае их ждёт участь превратиться в заражённое чудовище.

## В ролях

### Ученики школы
- Пак Чиху — Нам Онджо, ученица 2-5 класса, лучшая подруга Чон-сана
- Юн Чханён — Ли Чхон-Сан, ученик 2-5 класса, лучший друг Нам Он Чжо
- Пак Соломон — Ли Сухёк, ученик 2-5 класса, бывший хулиган и друг Чон-сана
- Чо Ихён — Чхве Намра, ученица и староста класса 2-5
- Ли Юми — Ли Наён, ученица 2-5 класса
- Ким Боюн — Со Хёрён, ученица 2-5 класса
- Ким Джуа — Юн Исок, ученица 2-5 класса и подруга Нам Онджо
- Им Джэхёк — Ян Дэсу, ученик 2-5 класса
- Сон Санён[англ.] — Чан Уджин, ученик 2-5 класса, брат Чан Хари
- Ким Джинён — Ким Джимин, ученица 2-5 класса
- Ан Сынгён — О Джунён, ученик 2-5 класса
- Хам Сонмин — Хан Гёнсу, ученик 2-5 класса и лучший друг Чон-Сана
- Ха Сынри — Чан Хари, член школьного клуба стрельбы из лука, сестра Чан Уджина
- Чжин Хоын — Чжон Минджэ, член школьного клуба стрельбы из лука
- Ли Ынсем — Пак Миджин, ученица старших классов
- Ян Ханёль — Ю Джунсон, ученик старших классов
- Ю Инсу — Юн Гвинам, хулиган школы
- О Хесу — Мин Ынджи, одноклассница и жертва издевательств Юн Гвинама
- Ан Джихо — Ким Чхольсу, одноклассник и жертва издевательств Юн Гвинама
- Ли Чхэын — Пак Хису, беременная ученица 2-5 класса
- Чон Исо — Ким Хенджу, ученица 2-5 класса
- Ли Мингу — Ли Джинсу, бывший ученик школы, сын Ли Бенчхана[6].

### Персонал школы
- Ким Бенчхоль — Ли Бенчхан, учитель естественных наук
- Ли Санхи — Пак Сунхва, учительница английского языка и классный руководитель 2-5 класса
- Юн Бенхи — Кан Джингу, учитель физкультуры
- Ом Хёсоп — директор школы
- Ан Сиха — школьная медсестра

### В городе
- Ли Гюхён — Сон Джэига, детектив полицейского участка Хесан
- Пак Джэчхоль — Чон Хочхоль, младший офицер полиции
- Чон Бэсу — Нам Соджу, капитан 1-й спасательной команды пожарной части Хесана, отец Нам Онджо
- У Джихен — Ким Усин, молодой член спасательной команды пожарной части Хесана
- Дон Хенбэ — Пак Енхвана, фельдшер спасательной команды пожарной части Хесана
- Ли Чжихён — мать Чонсана, открыла ресторан с жареной курицей под названием «Цыпленок Чон-Сан».
- Бэ Хэсун — Пак Ынзи, депутат и член Национального комитета обороны, представляющий Хесан
- Джо Дархван — Джо Дархо, старший помощник депутата
- Ли Сихун — «Orangibberish», онлайн-стример
- Ким Джэнтэ — Чин Сонму, военный

## Производство и премьера
Проект был объявлен 12 апреля 2020 года. Netflix объявил в пресс-релизе, что JTBC Studios и Film Monster выпустят сериал «All of Us Are Dead» на основе популярного вебтуна «Now at Our School».
19 апреля 2020 года стало известно Юн Чханён исполнит главную роль в сериале. Пак Чжи Ху присоединился к актёрскому составу 22 апреля, а 1 июля к ним присоединились Чо И Хён, Пак Соломон и Ю Ин Су.
Производство было временно приостановлено в августе 2020 года из-за резкого роста распространения COVID-19 в Южной Корее.
Премьера сериала состоялась 28 января 2022 года на Netflix.

## Восприятие
На сайте Rotten Tomatoes сериал имеет рейтинг 81 %, основанный на 16 отзывах, со средней оценкой 6.9/10. На Metacritic средневзвешенная оценка составляет 67 из 100 на основе 5 рецензий, что свидетельствует о «в целом благоприятных отзывах».
Кэролин Фрамке из Variety пишет: «Подобно тому, как „Игра в кальмара“ до него, уверена „Мы все мертвы“ максимально использует своё кошмарное центральное место действия для достижения потустороннего, головокружительного эффекта».